# Macroclymene monilis
Macroclymene monilis är en ringmaskart som först beskrevs av Fauvel 1902.  Macroclymene monilis ingår i släktet Macroclymene och familjen Maldanidae. Inga underarter finns listade i Catalogue of Life.